# Armesberg (Kulmain)
Armesberg ist eine Einöde mit Wallfahrtskapelle im oberpfälzischen Landkreis Tirschenreuth.

## Geografie

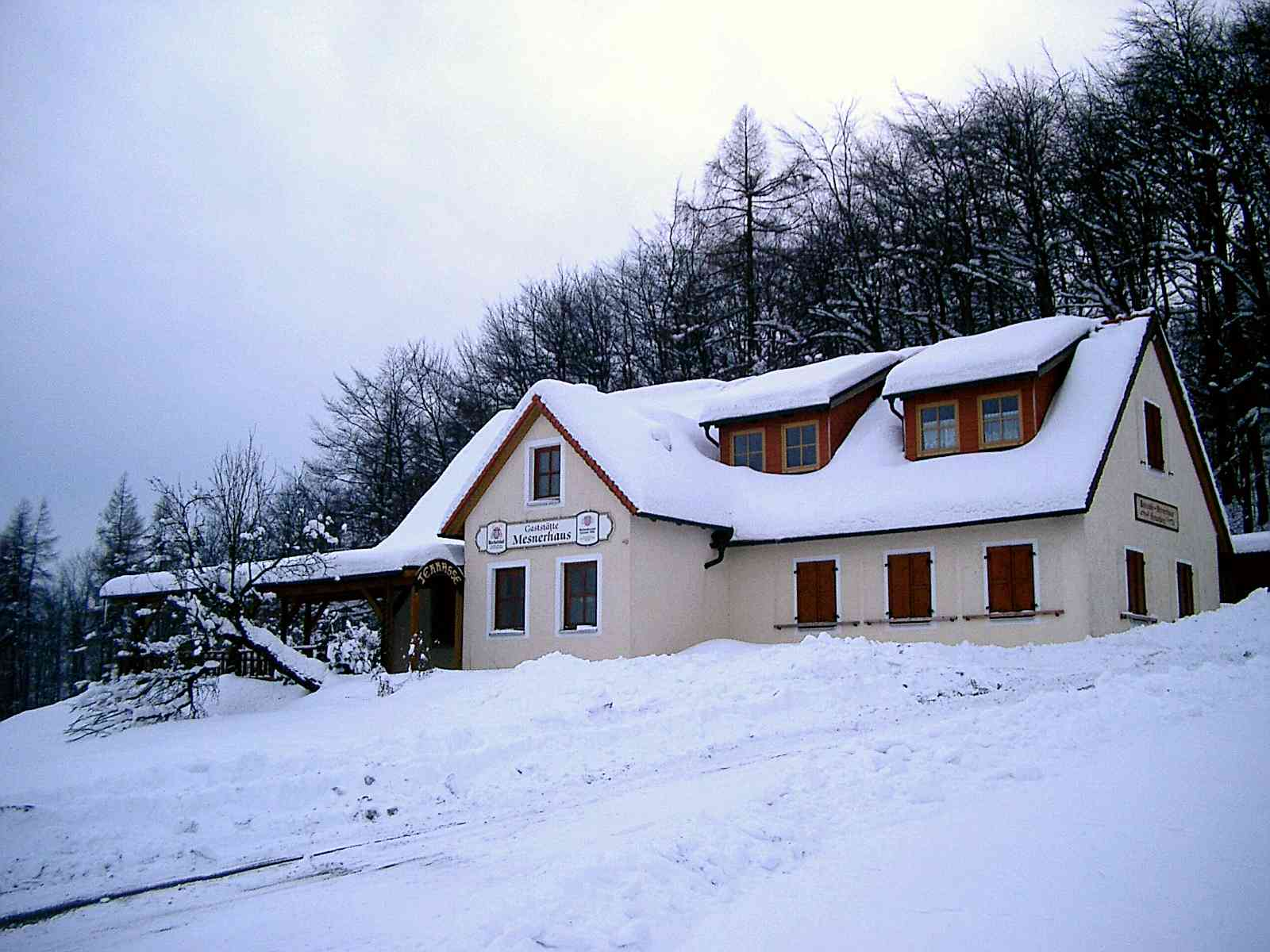
Die „Gaststätte Mesnerhaus“, die früher als Wohnung des Küsters und als Schulgebäude diente

Armesberg liegt im östlichen Gipfelbereich des Armesberges, der sich im Südwesten des Fichtelgebirges befindet. Die Einöde ist ein Gemeindeteil der Gemeinde Kulmain und liegt vier Kilometer östlich von deren Gemeindesitz.

## Geschichte
Das bayerische Urkataster zeigte Armesberg in den 1810er Jahren als einen aus einer Herdstelle und zwei Kirchenbauwerken bestehenden Ort. Die drei Bauwerke bildeten  ein nahezu gleichschenkliges Dreieck und waren jeweils etwa 100 Meter voneinander entfernt. An der südlichen Ecke des Dreiecks stand die (heute nicht mehr existierende) Michaelskirche, die die Hausnummer 1 trug. An der Nordostecke befand sich das Wohnhaus des Mesners mit der Hausnummer 2. An der Nordwestecke steht die  Dreifaltigkeitskirche auf dem Gipfel des Armesberges. Seit dem bayerischen Gemeindeedikt von 1818 hatte Armesberg zur Gemeinde Oberwappenöst gehört, deren Verwaltungssitz sich im Dorf Oberwappenöst befand. Als die Gemeinde Oberwappenöst mit der bayerischen Gebietsreform ihre Selbstständigkeit verlor,  wurde Armesberg in die Gemeinde Kulmain eingegliedert. Armesberg war vom 19. Jahrhundert bis in die 1950er Jahre durchgehend bewohnt,  es waren zwischen 14 und 5 Einwohner. In den drei folgenden Volkszählungen wurden keine Einwohner mehr für den Ort erfasst. Das den vorherigen Bewohnern als Unterkunft dienende Mesnerhaus wird mittlerweile als Gaststätte genutzt.
| Jahr          | 001871 | 001885 | 001900 | 001925 | 001950 | 001961 | 001970 | 001987 |
| Einwohnerzahl | 14     | 7      | 5      | 9      | 8      | 0      | 0      | 0      |

## Baudenkmäler

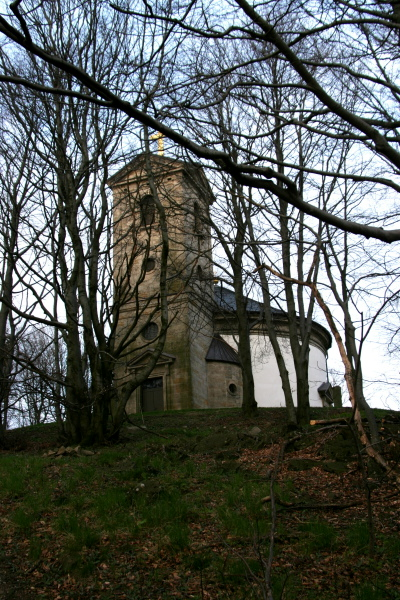
Die auf dem Gipfel des Armesberges stehende Wallfahrtskirche „zur Heiligen Dreifaltigkeit“

- Liste der Baudenkmäler in Armesberg